# 튀르키예 헌법재판소
튀르키예 헌법재판소(튀르키예어: Anayasa Mahkemesi)는 튀르키예의 헌법재판을 담당하는 최고법원이다. 1961년 튀르키예 헌법에 의거하여 설립되었다.

## 같이 보기
- 튀르키예의 사법 체계
- 헌법
- 입헌주의
- 헌법 경제학
- 법학
- 법치주의
- 사법 (국가 작용)
- 헌법연구관
- 아시아헌법재판소연합